# Geophilomorpha
Geophilomorpha é uma ordem de miriápodes composta por longas centopéias vermiformes adaptadas à vida no solo.
A placa coxoesternal é fusionada, começa com pré-femur e tem 4 artículos. Há glândulas repugnanes no lado ventral de cada segmento. Possuem 31 a 170 pares de pernas. São escavadores de solo e húmus, as pernas são curtas e tem pouca sobreposição de movimento. Alimentam-se de minhocas, caramujos e nemátodos. As mandíbulas são fracas e pouco móveis por isso digerem sua presa antes da ingestão.
As trocas gasosas se dão por espiráculos traqueais localizados na região pleural membranosa. Não estão presente olhos. Incubam os ovos em grupos de 15 ou mais, o desenvolvimento é epimórfico (tem os segmentos completos quando eclodem os ovos), há cuidados paternais.